# Yang Young-ja
Yang Young-ja, född 6 juli 1964 i Iksan, Sydkorea, är en sydkoreansk bordtennisspelare som tog OS-guld i damdubbel i Seoul år 1988 tillsammans med Hyun Jung-hwa.